# Philippe Tabarot
Philippe Tabarot (ur. 25 listopada 1970 w Cannes) – francuski polityk i samorządowiec, senator, od 2024 minister ds. transportu.

## Życiorys
Brat polityk Michèle Tabarot. Jego rodzina wywodzi z Algierii, skąd początkowo przeniosła się do Hiszpanii, a następnie osiadła we Francji. Philippe Tabarot ukończył studia prawnicze na Université Nice-Sophia-Antipolis. Był działaczem Unii na rzecz Demokracji Francuskiej, Demokracji Liberalnej oraz Unii na rzecz Ruchu Ludowego, przekształconej następnie w partię Republikanie.
W 1989 po raz pierwszy uzyskał mandat radnego miejskiego w Cannes. W latach 2001–2015 był radnym departamentu Alpy Nadmorskie, od 2003 do 2011 pełnił funkcję wiceprzewodniczącego rady. W 2015 wybrany na radnego regionu Prowansja-Alpy-Lazurowe Wybrzeże. Został wiceprzewodniczącym rady regionalnej odpowiedzialnym za transport i bezpieczeństwo, pełnił tę funkcję do 2021. W 2020 wszedł w skład francuskiego Senatu.
W grudniu 2024 dołączył do nowo powstałego rządu François Bayrou, obejmując w nim stanowisko ministra ds. transportu przy ministrze ministrze planowania terytorialnego i decentralizacji.